# Jorge Luna
Jorge Luna Estes (* 8. Juni 1996) ist ein mexikanischer Leichtathlet, der sich auf den Stabhochsprung spezialisiert hat.

## Sportliche Laufbahn
Erste internationale Erfahrungen sammelte Jorge Luna im Jahr 2014, als er bei den Juniorenweltmeisterschaften in Eugene ohne eine gültige Höhe in der Qualifikationsrunde ausschied. Im Jahr darauf belegte er bei den Panamerikanischen Juniorenmeisterschaften in Edmonton mit übersprungenen 5,00 m den sechsten Platz und 2016 gewann er bei den U23-NACAC-Meisterschaften in San Salvador mit 5,10 m die Silbermedaille hinter dem US-Amerikaner Devin King. 2017 belegte er bei der Sommer-Universiade in Taipeh mit 5,20 m den siebten Platz und 2019 gelangte er bei den Panamerikanischen Spielen in Lima mit 5,31 m auf Rang acht. 2023 siegte er mit einer Höhe von 5,40 m bei den Zentralamerika- und Karibikspielen in San Salvador und sicherte sich dann bei den Panamerikanischen Spielen in Santiago de Chile mit 5,40 m die Bronzemedaille hinter dem US-Amerikaner Matt Ludwig und Germán Chiaraviglio aus Argentinien.
In den Jahren 2016 und 2018 sowie 2021 und 2022 wurde Luna mexikanischer Meister im Stabhochsprung.

## Persönliche Bestleistungen
- Stabhochsprung: 5,62 m, 22. Februar 2020 in Mexiko-Stadt
  - Stabhochsprung (Halle): 5,58 m, 11. Februar 2022 in Albuquerque